# マルジュ・ラーヒトの戦い (684年)
684年に起こったマルジュ・ラーヒトの戦い（マルジュ・ラーヒトのたたかい、英: Battle of Marj Rahit、アラビア語: معركة/يوم مرج راهط, ラテン文字転写: Yawm Marj Rāhiṭ）は、イスラーム世界の第二次内乱における初期の戦いの一つである。
この戦いは、ウマイヤ朝を支持する部族連合のヤマン族の中でも最も重要な部族であったカルブ族が主導する部隊と、カリフの地位を宣言していたメッカを本拠地とするアブドゥッラー・ブン・アッ＝ズバイルを支持するダッハーク・ブン・カイス・アル＝フィフリーが率いる部族連合のカイス族の部隊の間で行われた。戦闘はウマイヤ朝とカルブ族の勝利に終わり、シリア全域にわたってウマイヤ朝の優位が確立されるとともに内乱におけるイブン・アッ＝ズバイルに対する最終的な勝利への道を開くことになった。しかし、一方でこの戦いはカイス族とヤマン族の間の分裂と対抗意識という負の遺産を残すことになった。この問題は、その後ウマイヤ朝が存続していた期間を通して起こっていた双方の勢力間の絶え間ない争いと王朝の不安定さの要因となった。

## 背景
ウマイヤ朝の創設者であるムアーウィヤ1世（在位：661年 - 680年）が死去した680年にイスラーム世界において混乱が起こった。ムアーウィヤ1世は息子のヤズィード1世（在位：680年 - 683年）を後継者に指名したものの、この指名は、とりわけ後継者に関するウマイヤ朝の主張に対して異議を唱えていた古くからのマディーナ（メディナ）の支配層から広い反発を受けることになった。マディーナの支配層における主要なカリフ位への候補者は、アブドゥッラー・ブン・アッ＝ズバイル（以下、イブン・アッ＝ズバイル）とアリー家のフサイン・ブン・アリーの二人であった。当初フサインはウマイヤ朝に対する全面的な反乱を企てていたが、680年10月のカルバラーの戦いで戦死し、イブン・アッ＝ズバイルがカリフ位をめぐる最有力の対抗相手となった。ヤズィード1世の治世中、イブン・アッ＝ズバイルはメッカの聖域からヤズィード1世による支配を非難していたものの、カリフの地位を公然と主張することはせず、代わりに全てのクライシュ族の間で行われる会合（シューラーと呼ばれるイスラーム世界の合議の場）において伝統的な方法によってカリフを選出すべきだと主張した。683年にマディーナにおいてウマイヤ朝の支配に対する大規模な反乱が発生した後、ヤズィード1世は軍隊をヒジャーズ（アラビア半島西部）へ差し向け、マディーナの住民を破ってイスラーム世界の最も神聖な都市であるメッカを包囲したものの、同年11月のヤズィード1世の死によって遠征軍は本拠地のシリアへ引き返すことを余儀なくされた。
カリフの地位は息子のムアーウィヤ2世に引き継がれたものの、即位後わずか数週間で死去し、以前からの一族の本拠地であるシリアの外において実効的な支配を及ぼすことはなかった。ムアーウィヤ2世の他の兄弟たちは後継者とするにはあまりに若すぎたため、その死は危機を引き起こすことになった。結果としてウマイヤ朝のカリフの権威は失墜し、イブン・アッ＝ズバイルがイスラーム教徒の大半から新しい指導者として受け入れられた。イラクのウマイヤ朝の総督であるウバイドゥッラー・ブン・ズィヤードがイラクから追放され、イブン・アッ＝ズバイルの名を刻んだ硬貨がペルシアで鋳造された。シリア北部のカイス族とジャズィーラ（メソポタミア北部）がイブン・アッ＝ズバイルの支持に回った。ホムスの総督であるヌウマーン・ブン・バシール・アル＝アンサーリーはイブン・アッ＝ズバイルに忠誠を誓い、ナーティル・ブン・カイスが同じジュザーム族出身の対抗相手であったウマイヤ朝支持派のパレスチナ総督であるラウフ・ブン・ズィンバーを追放した。ウマイヤ家の一部の者たちでさえメッカに向かい、イブン・アッ＝ズバイルへ忠誠を宣言することを検討した。しかし、シリアの中部と南部ではウマイヤ朝の支配権はウバイドゥッラー・ブン・ズィヤードとイブン・バフダルが率いるカルブ族に主導された地元の部族によって支持されていた。これらのウマイヤ朝支持派の部族によるシューラーがジャービヤで開催され、そこで正統カリフのウスマーン・ブン・アッファーン（在位：644年 - 656年）の側近であったムアーウィヤ1世の再従兄弟にあたるマルワーン1世（在位：684年 - 685年）がウマイヤ朝のカリフの後継者として選出された。

## 戦闘の経過
マルワーン1世のカリフ位への選出は、ジュンド・ディマシュク（ダマスクスの軍事区）総督のダッハーク・ブン・カイス・アル＝フィフリーの下に集結したカイス族の反発を招いた。二人のカリフ位の主張者の間で態度が揺れ動いていたダッハークはイブン・アッ＝ズバイルを認めるように説得され、ダマスクス近郊のマルジュ・アッ＝サファルの平原に自身の軍隊を集め始めた。これに対してウマイヤ朝の連合軍はダマスクスに進軍し、ダマスクスはガッサーン族の手によってウマイヤ朝側に明け渡された。
双方の軍隊は684年7月中旬にマルジュ・アッ＝サファルの平原で最初の衝突を起こし、カイス軍はダマスクスの北東約17キロメートルのマルジュ・ラーヒト（現代の都市のドゥーマーとアドラの間に位置する）の平原まで押し込まれた。双方の陣営の間で小競り合いが20日間続き、8月18日に最後の戦闘が行われた。双方の戦力がどの程度の規模であったかははっきりとしていない。ペルシア出身の歴史家のタバリー（923年没）はマルワーン1世の部隊を6,000人としており、他の伝承ではマルワーン1世とダッハークの部隊をそれぞれ13,000人と30,000人としている。一方でハリーファ・ブン・ハイヤート（854年没）の記録ではその規模がそれぞれ30,000人と60,000人にまで膨らんでいる。しかし、伝えられている史料からはウマイヤ朝軍がカイス軍よりもかなり規模で劣っていたことで一致している。マルワーン1世の軍の指揮官は、アッバード・ブン・ズィヤード、アムル・ブン・サイード・ブン・アル＝アース（アシュダクの尊称で知られる）、そしてウバイドゥッラー・ブン・ズィヤードであった（別の伝承ではウバイドゥッラー・ブン・ズィヤードが騎兵隊を指揮し、マーリク・ブン・フバイラ・アッ＝サクーニーが歩兵を指揮したとしている）。一方、ダッハークの軍の指揮官は、ズィヤード・ブン・アムル・ブン・ムアーウィヤ・アル＝ウカイリーの名が唯一知られている。
戦闘に関する数多くの逸話と個人による記録や詩が残されているものの、8月18日にダッハークを含むカイス族の主要な指導者たちが戦死し、ウマイヤ朝軍が圧倒的な勝利を収めたという結果を除いて戦闘自体の詳細はよく判っていない。歴史家のニキータ・エリセーエフは、ウマイヤ朝のカリフがシリアの支配権を確立することを強く望んでいたカイス派の部族の裏切りを戦闘前の数週間の間に取り付けていたことがウマイヤ朝軍の成功につながったと説明している。さらにエリセーエフは、ウマイヤ朝が依然としてダマスクスの国庫を支配しており、このことが部族を買収してウマイヤ朝側に引き込むことを可能にしたと指摘している。カイス軍の残存者はズファル・ブン・アル＝ハーリス・アル＝キラービーが支配下に置いたカルキースィヤーに逃れ、マルワーン1世はダマスクスで正式にカリフとして宣言された。

## 戦闘後の経過
マルジュ・ラーヒトでの勝利はシリアにおけるウマイヤ朝の優位を確実なものにし、ウマイヤ朝がアブドゥッラー・ブン・アッ＝ズバイルを支持する勢力に対して攻勢に出ることを可能にした。ウマイヤ朝は685年の2月もしくは3月までにエジプトの支配を回復し、ウバイドゥッラー・ブン・ズィヤードが指揮する遠征軍を派遣してイラクの奪回を試みた。しかしながら、686年8月にモースル近郊で発生したハーズィルの戦いでムフタール・アッ＝サカフィー配下のアリー家支持派の軍隊によって撃退された。685年4月に死去したマルワーン1世の息子で後継者であったアブドゥルマリクは、その後自身の地位を確立する必要に迫られたために行動を制約され、その間の687年にアブドゥッラー・ブン・アッ＝ズバイルの弟のムスアブ・ブン・アッ＝ズバイルがムフタール・アッ＝サカフィーをマザールとハルーラーの戦いで破り、イラク全土を支配下に置いた。691年にアブドゥルマリクはズファルとその配下にあったカイス族をウマイヤ朝へ帰順させることに成功し、その後再びイラクへ進出した。ムスアブ・ブン・アッ＝ズバイルはマスキンの戦いでウマイヤ朝軍に敗れて戦死し、ウマイヤ朝は東方の支配を回復した。692年10月にはメッカを再び包囲してアブドゥッラー・ブン・アッ＝ズバイルを戦死させ、内乱を終結させた。

## 影響
マルジュ・ラーヒトの戦いと関連する最も長く続いた影響はシリアにおけるカイス族とカルブ族の対立の固定化であった。この対立関係は、イラクにおいてタミーム族を中核とするムダル族と、これに対立するラビーア族とアズド族の同盟との間で起こっていた分裂と並行して発生していた。これらの対立は、ともにイスラーム国家の各地で二つの部族連合、または「大集団」へと各部族の忠義が再編されていくきっかけとなった。これらの部族連合は、「北アラブ」またはカイス・ムダル連合と呼ばれる一派と、これと対立する「南アラブ」またはイエメン人と呼ばれる一派に分かれていった。しかしながら、実際には「北部」であったラビーア族は「南部」のイエメン人に忠実であったため、厳密にはこれらの用語は地理的なものというよりは政治的なものであった。
ウマイヤ朝のカリフは二つの集団間の均衡を維持しようと努めたものの、この分裂と双方の集団間の根深い対抗意識は、もともと特定の同盟関係に属していなかった部族でさえ二つの部族連合のどちらかへ属するように促されることになったため、この分裂はその後の数十年間にわたってアラブ世界で固定化されることになった。この権力と影響力をめぐる絶え間ない争いがウマイヤ朝を巻き込み、地方を不安定化させ、破滅的なものとなった第三次内乱を助長させるとともにアッバース朝の手によるウマイヤ朝の最終的な崩壊に影響を与えることになった。歴史家のユリウス・ヴェルハウゼンは、マルジュ・ラーヒトの戦いは「ウマイヤ朝に勝利をもたらし、同時に権力の基盤を打ち砕いた」と評している。この分裂の影響ははるか後世においても続いていた。歴史家のヒュー・ナイジェル・ケネディが記しているように、「19世紀の終わりに至るまで、パレスチナでは自分たちをカイスとヤマンと呼ぶ集団間の争いがまだ続いていた」。